# Syagrana eremica
Syagrana eremica là một loài bướm đêm trong họ Noctuidae.